# Barriada de Canela (Ayamonte)
La Barriada de Canela, ubicada en la Isla Canela es una pedanía del municipio de Ayamonte perteneciente a la provincia de Huelva, Andalucía, España, que consta de unos 300 hab. aproximadamente.

## Situación

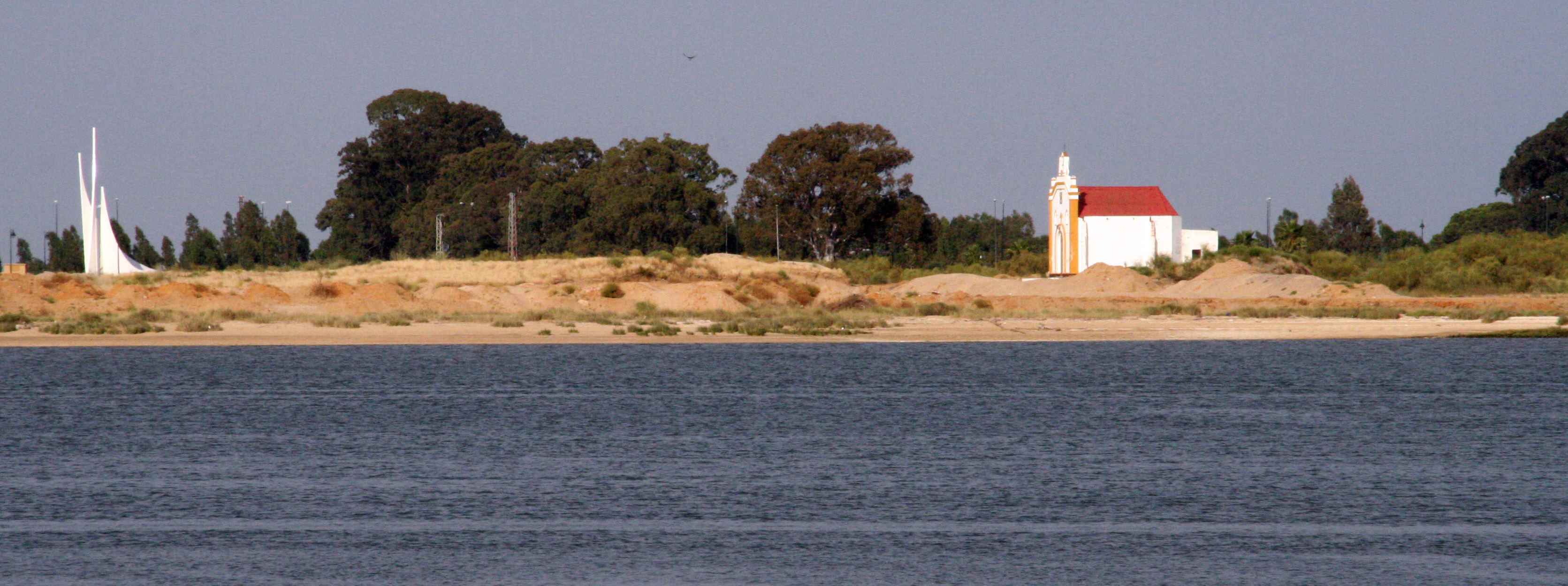
Vista de la Ermita de Nuestra Señora del Carmen desde el río Guadiana.

La Barriada de Canela, se encuentra enclavada en el norte de Isla Canela, en el término municipal de Ayamonte, Huelva, ciudad a la que pertenece, y de la que se halla separada por un brazo de mar de apenas 300 metros de ancho, delimitada por la orilla española del río Guadiana, es una barriada meramente marinera. Su nombre da origen al de la isla donde está situada, entre los ríos Guadiana (frontera con Portugal) y Carreras (con Isla Cristina).
Es junto con Punta del Moral, uno de los dos núcleos de población de Isla Canela.

## Historia
Se tiene conocimiento escrito de la existencia del mismo desde antes de 1810, pues inmersa España en la Guerra de la Independencia contra Napoleón, los miembros de la Junta de Sevilla, integrados ya en la Junta Central Suprema, que promulgaría posteriormente en Cádiz la Constitución de 1812, conocida popularmente como La Pepa, se refugiaron en la Isla de Canela, atraídos por su difícil acceso y su cercanía a la frontera portuguesa. Con la toma de Sevilla el 31 de enero de 1810 por los franceses, la Academia Militar de Sevilla se convirtió en batallón, con Mariano Gil de Bernabé al frente del mismo, dirigiéndose hacia Niebla para llegar hasta Isla Canela, Ayamonte con la orden de poner a buen resguardo los caudales públicos que gestionaba la Junta Central Suprema en ese momento. En Ayamonte fue disuelta la Academia oficialmente el 11 de febrero.
Hoy en día y aun con el auge de turismo en la zona, el barrio logra mantener el ambiente marinero y familiar que lo caracteriza.

## Economía
La principal fuente de ingresos es la pesca y venta de productos del mar, así como sus preciados mariscos.

## Lugares de interés
- Capilla de Nuestra Señora del Carmen